# Gurdaspur
Gurdaspur är en stad i den indiska delstaten Punjab, och är huvudort för ett distrikt med samma namn. Folkmängden uppgick till 75 549 invånare vid folkräkningen 2011, med förorter 81 448 invånare.